# 更新世
| 第四紀的下級劃分 | 第四紀的下級劃分 | 第四紀的下級劃分 | 第四紀的下級劃分 |
| 紀               | 世               | 期               | 年代 (万年)      |
| ---------------- | ---------------- | ---------------- | ---------------- |
| 第四紀           | 全新世           | 梅加拉亚期       | 0--0.42          |
| 第四紀           | 全新世           | 诺斯格瑞比期     | 0.42--0.82       |
| 第四紀           | 全新世           | 格陵兰期         | 0.82--1.17       |
| 第四紀           | 更新世           | 晚更新期         | 1.17--12.6       |
| 第四紀           | 更新世           | 千葉期           | 12.6--77.3       |
| 第四紀           | 更新世           | 卡拉布里亞期     | 77.3--180        |
| 第四紀           | 更新世           | 格拉斯期         | 180--258         |
| 新近紀           | 上新世           | 皮亚琴期         | 以前             |

更新世（發音： /ˈplaɪs.təˌsiːn, -toʊ-/），亦称洪积世，時間跨度约为258.8万年前至1.17万年前（约公元前9700年），这是地质年代分類中新生代第四纪的早期阶段，显著特征是气候变冷，冰期与间冰期交替。更新世俗称为冰河时代（Ice Age）。
1839年，英国地质学家查尔斯·莱尔首次提出“更新世”一词，描述西西里岛的地层，其中至少70%的软体动物仍然存活，有别于更古老的上新世。莱尔起初认为上新世是最年轻的化石岩层，后来改称更新世，意为“最新”。“更新世”（Pleistocene）一词源自希腊语“πλεῖστος”（pleîstos，意为“最多”）和“καινός”（kainós，意为“新”）。这一名称与“上新世”（Pliocene，意为“较新”）和“全新世”（Holocene，意为“完全新”）形成对比。
2009年，国际地质科学联合会（IUGS）正式将更新世与上新世的分界调整为距今258.8万年，并确立格拉斯期为更新世的起点。此前，更新世的起点被认为是距今180.6万年，因此早期文献中可能存在不同的定义。更新世的结束标志着最后一个冰期的终结，同时也意味着旧石器时代的结束。
更新世的时间跨度为距今约258万年（±0.005）至约1.17万年。更新世经历了多次冰川期，直到新仙女木冷期在公元前9640年（约距今11,670个日历年）结束，标志着全新世的开始。尽管全新世是一个新的地质年代，但其气候特征与更新世的间冰期相似。国际地层年代表将更新世划分为四个阶段：格拉斯期、卡拉布里亚期、千叶期（曾称“中更新世”）和晚更新世。某些地区还采用地方性划分。在此期间，欧洲经历了七次主要冰期：拜伯冰期、多瑙冰期、群智冰期、哈斯拉赫冰期、民德冰期、里斯冰期和玉木冰期（Würm冰期）。
上新世末期，北美洲和南美洲通过巴拿马地峡相连，促使两大洲动物交换、并改变海洋环流模式，导致约270万年前北半球开始形成冰川。更新世的生物群与现代相似，许多现存生物属，如松柏科植物、被子植物、昆虫、软体动物、鸟类和哺乳动物，均在这一时期出现。人類也首次在此期间出现。早更新世（258万年至80万年前），非洲的古人类（人属）开始向亚非欧大陆扩散。随着早更新世的结束，冰期循环从41,000年一周期转变为不对称的100,000年周期，气候变化更加剧烈。更新世期间，早期新近纪的干燥化和降温趋势持续，气候因冰期循环而出现显著波动。冰期顶峰时，海平面比现今低约120米（390英尺），亚洲和北美洲通过白令陸橋相连，北美洲北部的大部分地区被劳伦泰德冰盖（Laurentide Ice Sheet）覆盖。晚更新世见证了现代人类走出非洲、其他人类物种的灭绝，以及人类首次扩展到澳大利亚和美洲，伴随着这些地区大型动物的灭绝。

## 古地理和氣候

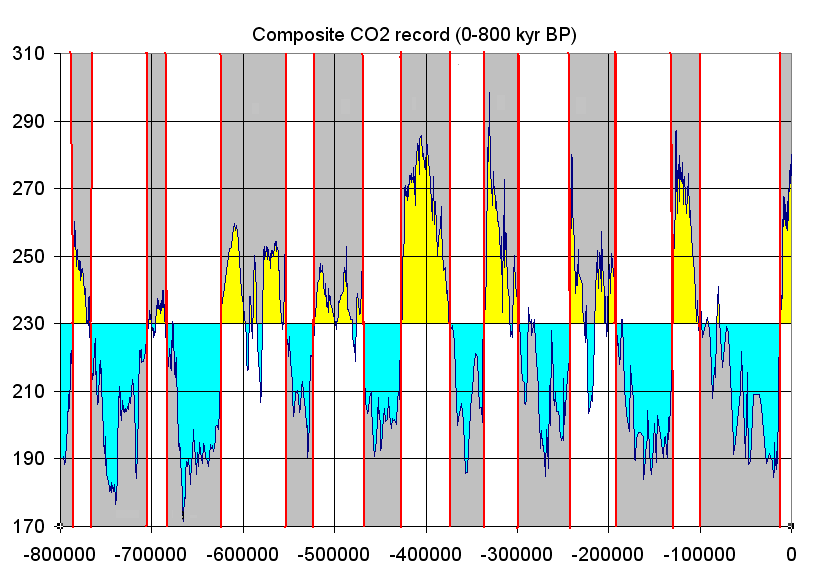
冰河時代反映在地球大氣中的二氧化碳中，儲存在南極洲冰川的氣泡中

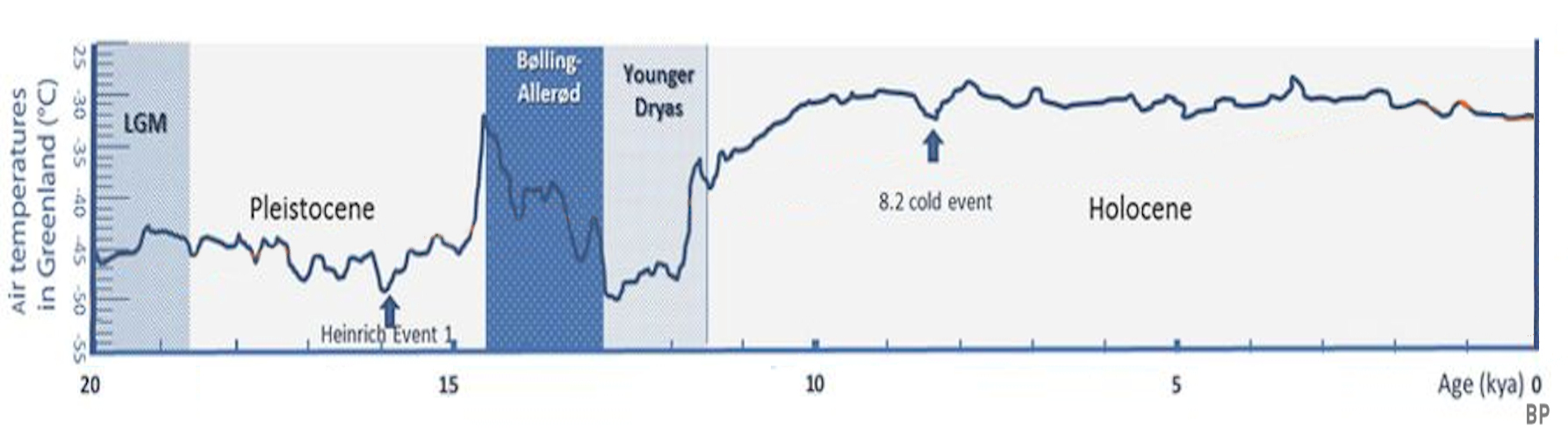
根據格陵蘭冰芯，更新世末期的後冰期溫度演變

现代大陆在更新世期间基本处于现有位置，自该时期开始以来，其所处的板块相对移动的距离不超过100公里（62英里）。在冰川期，海平面下降至比今天低120米（390英尺），暴露出大片现今大陆架的干燥土地。
根据英国作家马克·莱纳斯在其著作《改变世界的6℃》中的研究数据，更新世的气候可视为持续的厄尔尼诺现象。此期间，南太平洋信风减弱或转向东，秘鲁附近暖空气上升，温暖水流从西太平洋和印度洋向东扩散，呈现出其他厄尔尼诺特征。
更新世气候的主要特点是反复的冰川循环，部分地区的大陆冰川扩展至第40纬度。估计在冰川达到最大扩展时，地球表面约30%被冰覆盖。此外，永久冻土带从冰盖边缘向南延伸，在北美洲和欧亚大陆各有数百公里。冰缘地区的年均气温约为−6°C（21°F），而永久冻土边缘的年均气温则为0°C（32°F）。
每次冰川推进都将大量水储存于厚达1,500至3,000米（4,900至9,800英尺）的大陆冰盖中，导致全球海平面暂时下降超过100米（300英尺）。在间冰期（如现今）时，淹没的海岸线很常见，部分地区因等静压或其他上升运动而减轻影响。
冰川化的影响是全球性的。南极洲在更新世及前一个上新世期间一直被冰覆盖，安第斯山脉南部则覆盖着巴塔哥尼亚冰盖。新西兰和塔斯马尼亚同样有冰川，现在正在退化的肯尼亚山、基利曼杰罗山和鲁文佐里山脉的冰川规模更大，埃塞俄比亚山脉和阿特拉斯山脉西部也存在冰川。
在北半球，许多冰川融合成一个整体。科迪勒拉冰盖覆盖北美西北部，劳伦泰德冰盖覆盖东部，芬诺-斯堪的那维亚冰盖位于北欧，包括大部分英国，阿尔卑斯山则覆盖着阿尔卑斯冰盖。散布在西伯利亚和北极大陆架上的穹顶冰川，北海则被冰层覆盖。
在冰盖南部，因排水口被堵塞而积聚了大量湖泊，冷空气减缓了蒸发。当劳伦泰德冰盖退却时，北中美洲被阿加西湖完全覆盖。现今干涸或几乎干涸的超过一百个盆地，曾是北美西部溢出的湖泊，例如，博内维尔湖曾位于现今的大盐湖所在位置。欧亚大陆因冰川的径流形成了大湖，河流变得更大，流量丰沛，呈现出支流交错的特征。非洲的湖泊更加充盈，显然是由于蒸发减少，而沙漠则更为干燥且面积更大。降雨量较低，主要因为海洋和其他地方的蒸发减少。

估计在更新世期间，东南极冰盖厚度至少减薄了500米，自最后一次冰川最大值以来的减薄量则不足50米，并可能在约14,000年前开始。

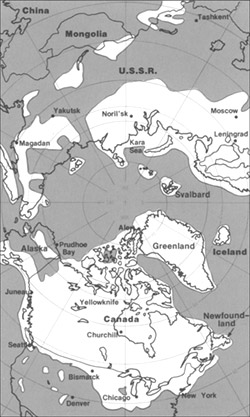
更新世時期北極地區冰河時期的最大範圍

## 生物

### 動物群
海洋和大陆的动物群大体上与现代相似，但出现了更多大型陆地哺乳动物，如猛犸象、乳齿象、双门齿兽、剑齿虎、老虎、狮子、原牛、短面熊、地懒和巨猿。在孤立的地区，如澳大利亚、马达加斯加、新西兰和太平洋岛屿，也出现了大型鸟类和一些爬行动物，如象鸟、恐鸟、哈斯特鹰、昆坎鳄、古巨蜥和卷角龟。
冰河时代剧烈的气候变化对动植物群产生了重大影响。随着冰川的推进，大陆大片地区变得无人居住，植物和动物不得不向南退避，面临生存压力。这些压力主要来源于剧烈的气候变化、栖息地减少和食物短缺。到了更新世晚期，许多大型哺乳动物（如猛犸象、乳齿象、剑齿虎、雕齿兽、披毛犀、各种长颈鹿科动物、西瓦鹿、地懒、大角鹿、穴狮（cave lions）、洞熊、嵌齿象、美洲拟狮、恐狼和短面熊）相继灭绝。这一灭绝事件从更新世晚期开始，持续到全新世，尼安德特人也在此期间消失。
随着最后一个冰期结束，冷血动物、小型哺乳动物（如小林姬鼠）、迁徙鸟类以及更为迅速的动物（如白尾鹿）逐渐取代了巨型动物并向北迁移。晚更新世的大角羊相较于今天的后代更为瘦长，腿部更长。科学家认为，晚更新世的灭绝事件改变了捕食者的动物群，促使这些物种为了增强力量而非速度进行适应。
这次灭绝事件对非洲的影响微乎其微，但对北美尤为严重，本土的马和骆驼都被消灭。

### 人類
现代人类的演化发生在更新世。
在更新世早期，傍人（Paranthropus）仍然存在，早期人类祖先也出现，但在更新世的大部分时间内，化石记录中仅发现直立人。
约180万年前，随着直立人的出现，阿舍利石器文化取代了较为原始的奥都万文化，后者曾被南方古猿和最早的智人所使用。
约30万年前，智人开始出现。
4万至5万年前，明确出现与现代人类行为相关的文物。
根据线粒体计时技术，现代人类在中更新世的Riss冰期后从非洲迁徙，并在晚更新世时遍布全球的无冰地区。
2005年的一项研究提出，在迁徙过程中，人类与已在非洲之外的古人类形式进行了杂交，古人类的基因物质被融入现代人类的基因库中。